# Біфокальна лінза

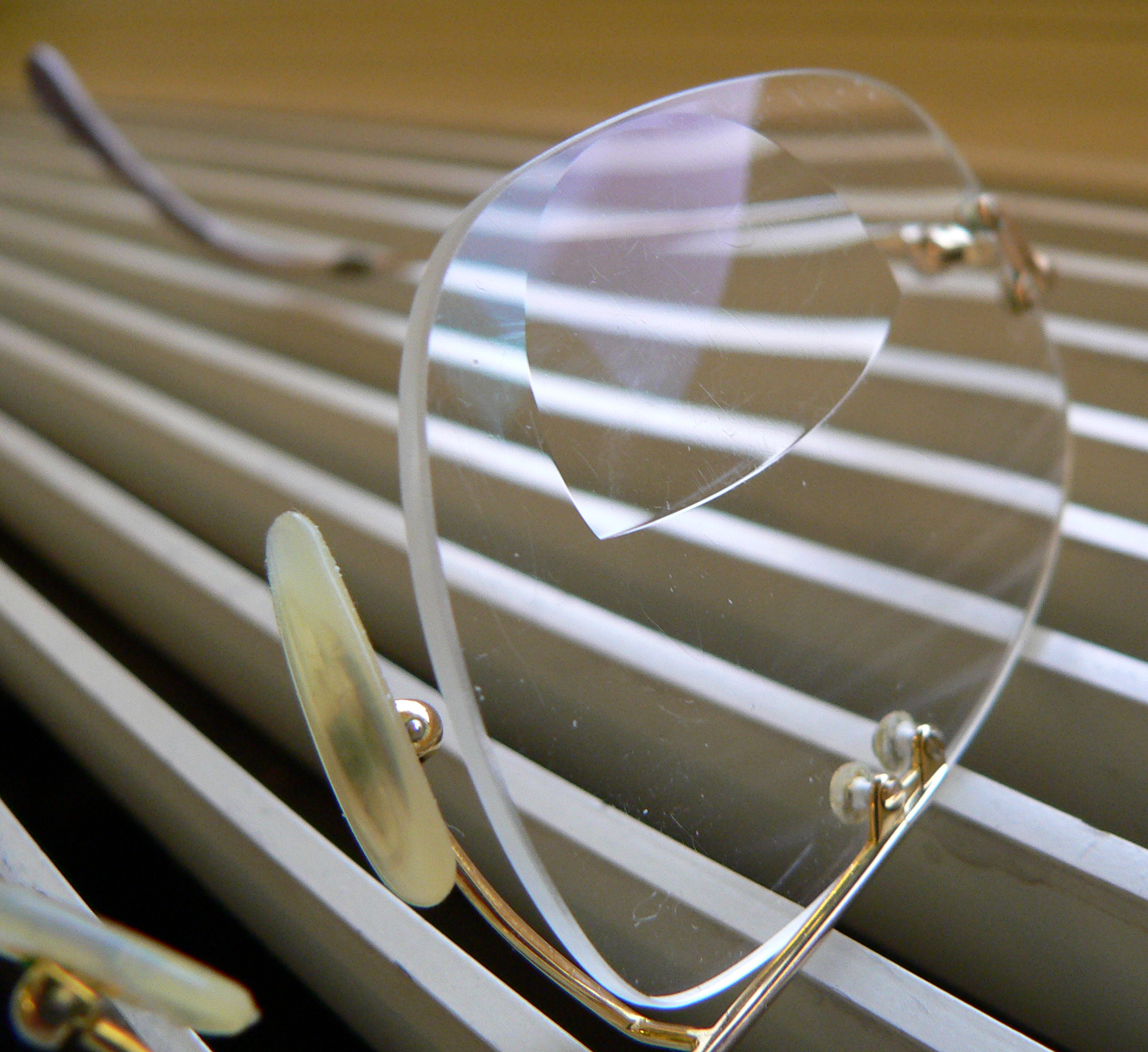

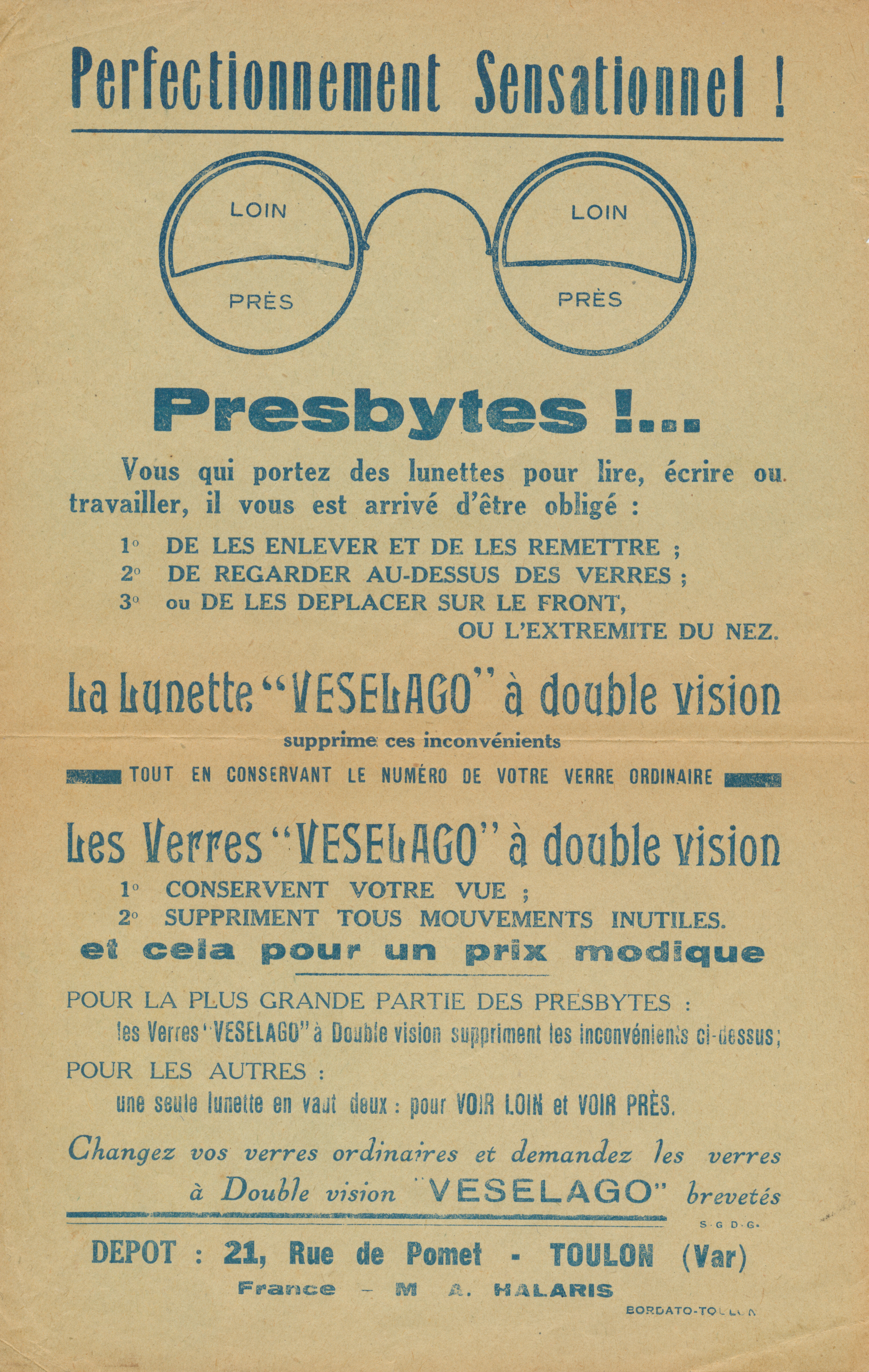
Біфокальні окуляри доктора Василя Веселаго. Рекламний листок

Біфока́льні лінзи — тип лінз призначений для людей, яким необхідна корекція зору для різних відстаней. Лінзи зручні тим, що замінюють дві пари окулярів, тобто дозволяють бачити вдалину, а також читати та працювати з близько розташованими предметами.
Ця лінза має дві оптичні зони: велика і комфортна зона для далі й сегмент для читання. Сегмент для близьких відстаней зроблений так, щоб при читанні зіниця припадала чітко на оптичний центр цього сегмента. Між двома зонами лінзи перехід різкий, з чіткими кордонами.

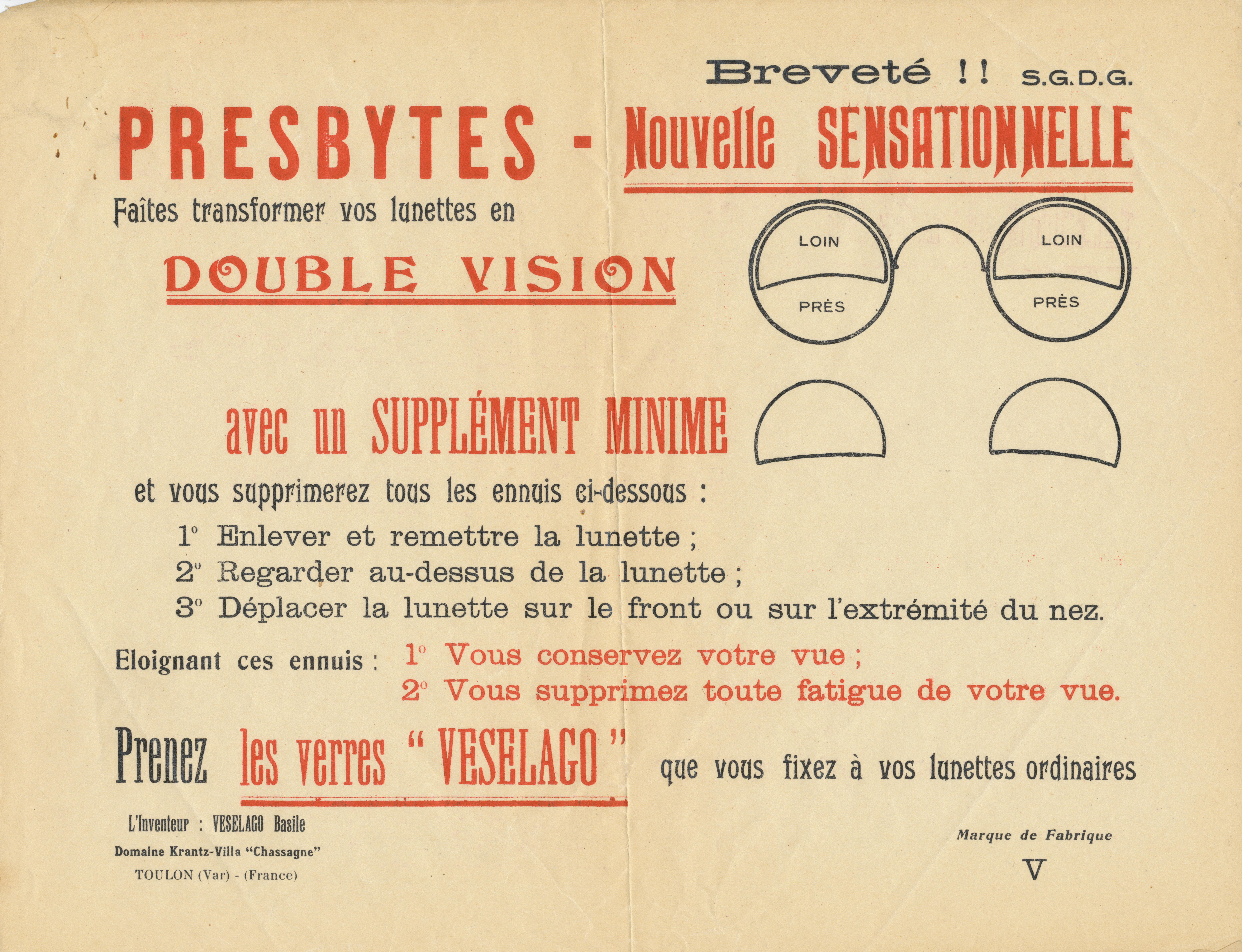
Біфокальні окуляри доктора Василя Веселаго (1882—…) з Тулона (Франція). Веселаго Василь Сергійович закінчив фельдшерську школу в Кронштадті, служив на флоті в Севастополі. Був становим приставом 2-го стана Маріупольського повіту (станція Волноваха) в чині губернського секретаря. Емігрував в 1919 році. Як лікар брав участь у Французькому Русі Опори.

Ці лінзи вважаються морально застарілими, тепер набагато комфортніше використовувати мультифокальні лінзи, які не мають недоліків бі- і трифокальних лінз.
Перша згадка біфокальних лінз приписується Бенджаміну Франкліну, в 1785 році, коли він повідомив своєму другу в листі, що придумав окуляри, в яких можна добре бачити об'єкти як зблизька, так і віддалені.